# 华蘅芳
华蘅芳（1833年—1902年），又作华衡芳，字若汀，江蘇金匱縣（今屬江蘇無錫）人，中国近代數學家和工程师。
少年喜歡數學，14歲讀通程大位《算法統宗》，咸豐十一年十一月（1861年12月）江蘇巡撫薛煥介紹徐壽、華衡芳前往曾國藩幕府。他们来到安慶大營后，被安排进入中国最早的近代兵工厂——安庆内军械所工作。同治元年（1862年），與徐壽共同设计製成了中國第一台蒸氣機。曾國藩於日記中寫道：“竊喜洋人之智巧我國亦能為之，彼不能傲我以其所不知矣！”1865年，参与研制成功中國第一艘蒸汽动力轮船「黄鹄号」。1873年，與傅蘭雅（J·Fryer）合譯《代數學》二十五卷、《微積溯源》八卷、《三角数理》十二卷、《代数难题》十六卷、《决疑数学》十卷、《数术》十一卷。其著作包括《数根术解》一卷、《开方古议》二卷、《积较演术》三卷、《学算笔谈》十二卷、《算草从存》四卷、《行素轩算稿》一卷、《答数界限》一卷、《连分数学》一卷、《算草从存》八卷、《算学须知》一卷、《西算初阶》一卷。光绪十五年（1889年），在天津武备学堂试制氢气球。光緒二十八年（1902年），去世。
其弟為华世芳，字若溪，也擅长数学，著有《恒河沙算草》二种、《专术举偶》、《今有术》、《双套句股》、《三角新理》等稿。

## 延伸阅读
[在维基数据编辑]
 《清史稿·卷507》，出自趙爾巽《清史稿》